# Рокони (Пјаченца)
Рокони је насеље у Италији у округу Пјаченца, региону Емилија-Ромања.
Према процени из 2011. у насељу је живело 16 становника. Насеље се налази на надморској висини од 849 м.